# Crenicichla minuano
Crenicichla minuano är en fiskart som beskrevs av Lucena och Kullander 1992. Crenicichla minuano ingår i släktet Crenicichla och familjen Cichlidae. Inga underarter finns listade i Catalogue of Life.